# Opasne djevojke 2
Opasne djevojke 2 je film koji stiže direktno na DVD, 2011. godine. Nastavak je popularnog filma Opasne djevojke (2010.).

## Glumci
- Meaghan Jette Martin kao Jo Mitchell
- Jennifer Stone kao Abby Hanover
- Maiara Walsh kao Mandi DuPont
- Nicole Anderson kao Hope Plotkin
- Krystal Chavez kao Daisy Garcia
- Claire Holt kao Chastity Meyer
- Diego González kao Tyler DuPont
- Tim Meadows kao Principal Ron Duvall
- Colin Dennard kao Elliot Gold
- Amber Wallace kao Violet
- Rhoda Griffis kao Ilene Hanover
- Chantel Hernandez kao Rana

## Produkcija
Snimanje filma započelo je 8. srpnja 2010. i završilo 30. srpnja 2010., u Atlanti, Georgiji.
Službena najava filma objavljena je 22. studenoga 2010.

## Vanjske poveznice
- Mean Girls 2 u internetskoj bazi filmova IMDb-a